# Rollamienta
Rollamienta (wym. Rojamienta) – miejscowość w prowincji Soria, w Kastylii i Leónie, w Hiszpanii. Miejscowość zamieszkana jest w głównej mierze przez osoby posługujące się językiem ladino - mową mieszkających tu od średniowiecza Żydów Sefardyjskich.